# Kemijsko posuđe i pribor
Kemijsko posuđe i pribor obuhvaćaju sve osnovne predmete koje kemičari koriste u svakodnevnom radu. Dijelimo ga na stakleno posuđe, porculansko posuđe, pribor za zagrijavanje, metalni pribor i ostali pribor.

## Stakleno posuđe
Osnovno stakleno posuđe koristi se kao prostor u kojem će se reakcija provoditi. Posude za skladištenje služe za čuvanje kemikalija, posude uskog otvora za tekućine i posude širokog otvora za prah. Ostalo stakleno posuđe koristi se u mnogim situacijama.
Izrađuje se od borosilikatnog i kvarcnog stakla. Borosilikatno se smije zagrijavati do maksimalne temperature od 500 °C, a kvarcno do 1500 °C.

### Osnovno posuđe
- laboratorijska čaša
- epruveta
- okrugla tikvica
- okrugla tikvica s ravnim dnom
- odmjerna tikvica
- Erlenmeyerova tikvica
- menzura

### Posuđe za skladištenje
- boca za otopine
- boca za prah (prahovka)
- reagens boca (reagensica)
- špric-boca
- boca za destiliranu vodu
- boca kapaljka

### Posuđe s posebnom funkcijom
- tikvica za destilaciju
- Büchnerova tikvica
- hladilo
- Kjeldahlova tikvica
- Soxhletov ekstraktor
- lijevak
- ispiralica
- retorta
- piknometar
- Abderhaldenov pištolj za sušenje
- Thieleov aparat
- stakleni balon
- stupica za plinove
- Hoffmanov aparat
- kulometar

### Ostalo posuđe
- satno staklo
- petrijeva zdjelica
- staklene cijevi
- stakleni cilindar
- stakleni štapić
- kapaljka
- Willstätterov čavlić
- stakleno zvono
- pipeta
- bireta
- odmjerni cilindar
- Kippov aparat
- eksikator
- zdjelica za uparavanje
- zdjelica za kristalizaciju
- posudica za vaganje
- pneumatska kada

## Porculansko posuđe
Posuđe od porculana koristi se u svim situacijama u kojim postoji opasnost od pucanja stakla.
- tarionik s batićem
- porculanski lončić
- porculanska zdjelica
- porculanska lađica
- pločica s jažicama
- Hirschov lijevak
- porculanski lončići za filtriranje
- Büchnerov lijevak
- Wittova pločica
- nuča za filtriranje
- lončić za filtriranje

## Pribor za zagrijavanje

### Grijači
- plamenik
- električna grijaća ploča
- špiritna grijalica
- grijaća kapa
- grijaća traka
- električna peć

### Pribor za mjerenje i regulaciju temperature
- termometri s tekućinama
- termočlanci
- poluvodički termometri

### Ostali pribor
- Ceran ploča
- glineni trokut
- azbestna mrežica
- areometar
- propipeta

## Metalni pribor
- željezni stativ
- hvataljka
- pinceta
- žlica
- platinski lončić
- turpija
- Mohrova štipaljka
- Hoffmannova stezaljka
- metalni prsten
- stezaljka
- mufa
- tronožac
- laboratorijska žlica
- špatula
- laboratorijska kliješta
- bušač čepova
- oštrilo bušača čepova
- nož
- preša za natrij

## Pribor za mjerenje mase
- laboratorijska tehnička vaga
- analitička vaga
- vaga sa stalnim opterećenjem krakova

## Ostali pribor
- stalak za epruvete
- drvena hvataljka
- čepovi
- filtar-papir
- gnječila za čepove
- brusni kamen
- laboratorijska dizalica
- magnetska miješalica
- laboratorijska mućkalica
- vodena kupelj
- uljna kupelj
- sušionik
- aluminijski blok za sušenje
- suha komora
- teglica za pretakanje tekućina
- centrifuga
- vodena sisaljka
- Raschigovi prstenovi
- manometar
- kalorimetar
- rotavapor
- autoklav